# Návštěvní den u Miloslava Šimka
Představení Návštěvní den u Miloslava Šimka bylo původně plánováno jako jednorázový vzpomínkový večer k 10. výročí úmrtí Miloslava Šimka dne 16.2.2014 v divadle Semafor. Vzhledem k diváckému ohlasu je od října 2014 uváděno v Semaforu pravidelně.
Zábavný pořad ve stylu legendárních „Návštěvních dnů“ Šimka a Grossmanna, v němž se představí řada bývalých spolupracovníků Miloslava Šimka, kteří připomenou nejznámější scénky, povídky a písničky.

## Vzpomínkový večer k 10. výročí úmrtí Miloslava Šimka
Datum konání: 16.2.2014
Účinkovali: Petr Nárožný, Luděk Sobota, Jiří Krampol, Jiří Suchý, Uršula Kluková, Miluše Voborníková, Viktor Sodoma, Miroslav Paleček, Michael Janík, Marie Retková, David Šír, Petra Černocká, Jiří Pracný, Jana Svobodová, Adriana Sobotová, Magdaléna Šimková.
Ze záznamu: Miloslav Šimek, Jiří Grossmann, Miloslav Balcar, Pavel Bobek, Valérie Čižmárová

## Divadelní představení
Premiéra: 14.10.2014
Reprízy: 18.11.2014, 30.12.2014, 17.1.2015, 7.3.2015 (speciál k nedožitým 75. narozeninám M. Šimka), 16.3.2015, 26.4.2015, 27.5.2015, 12.10.2015, 23.11.2015, 27.11.2015, 30.12.2015, 20.2.2016, 17.4.2016, 26.8.2016, 29.8.2016, 4.10.2016, 23.10.2016, 25.10.2016, 12.11.2016, 29.11.2016, 30.12.2016
Účinkují: Luděk Sobota, Jiří Krampol, Miluše Voborníková, Petr Jablonský, Viktor Sodoma, Marie Retková, Jana Svobodová alt. Jana Mařasová, Adriana Sobotová
Ze záznamu: Miloslav Šimek, Jiří Grossmann, Jiří Šlitr, Miloslav Balcar
Hosté: Jiří Suchý (30.12.2014, 7.3.2015), Jitka Molavcová (30.12.2014, 17.1.2015, 7.3.2015), Uršula Kluková (14.10.2014, 18.11.2014, 7.3.2015), Miroslav Paleček (26.4.2015), Jiří Helekal (27.5.2015), Petr Zuna (7.3.2015), Naďa Urbánková (23.11.2015), Bohuslav Šulc (30.12.2015)